# Polytrichum pleeanum
Polytrichum pleeanum là một loài Rêu trong họ Polytrichaceae. Loài này được (Besch.) Müll. Hal. miêu tả khoa học đầu tiên năm 1900.